# Gunhild Solberg
Gunhild Solberg (* 23. Juni 1993) ist eine ehemalige norwegische Skispringerin und heutige Fußballspielerin.

## Werdegang

### Skispringen
Solberg, die für den Verein Raufoss IL startete, gab ihr internationales Debüt am 13. Februar 2009 in Notodden. Dabei erreichte sie mit Rang 24 auf Anhieb die Punkteränge. Auch im zweiten Springen einen Tag später war sie als 23. erfolgreich. Mit den gewonnenen 15 Punkten erreichte sie Rang 63 in der Gesamtwertung der Saison 2008/09.

### Fußball
Die Angreiferin Solberg bestritt von April bis Mai 2012 vier Spiele für den Verein FL Fart in der Toppserien, blieb dabei jedoch torlos. Dreimal wurde sie eingewechselt, nur bei der 1:5-Niederlage gegen den Amazon Grimstad FK stand sie in der Startelf. Mit 22 Niederlagen in 22 Spielen stieg der Verein nach der Saison 2012 als Tabellenletzter ab. Solbergs Vertrag gilt auch für die 1. Divisjon, jedoch wurde sie bisher nicht eingesetzt.

## Erfolge

### Skispringen

#### Continental-Cup-Platzierungen
| Saison  | Platz | Punkte |
| ------- | ----- | ------ |
| 2008/09 | 63.   | 15     |